# Borna Sosa
Borna Sosa (Zagreb, 21 januari 1998) is een Kroatisch voetballer die doorgaans als linksback speelt. Hij verruilde VfB Stuttgart op 1 september 2023 voor Ajax, dat hem sinds 2024 verhuurt aan Torino FC. Sosa debuteerde in 2021 in het Kroatisch voetbalelftal.

## Clubcarrière

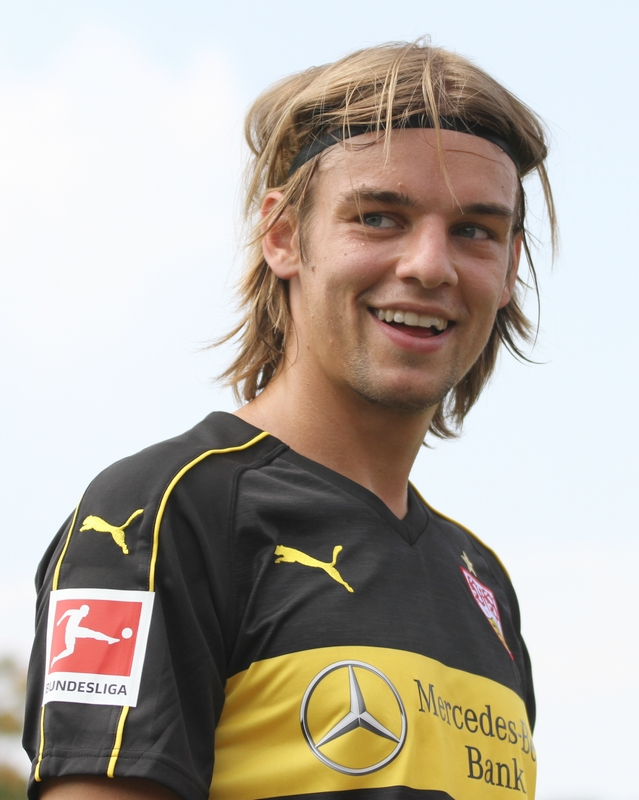
Sosa als speler van VfB Stuttgart in 2018

### Dinamo Zagreb
Sosa speelde tien jaar in de jeugd van Dinamo Zagreb. Hij debuteerde op 7 maart 2015 op zeventienjarige leeftijd in het eerste elftal, tijdens een wedstrijd in de 1. HNL tegen NK Zagreb. Dinamo won met 2–0 na twee treffers van Ángelo Henríquez. Het bleef zijn enige optreden dat jaar. Sosa kreeg in de jaren die volgden geleidelijk aan meer speeltijd. Hij debuteerde op 12 juli 2016 ook in (voorronden van) de Champions League, tegen FK Vardar Skopje. Hij mocht daarna ook in de groepsfase een keer meedoen, tegen Sevilla. Sosa werd in 2017/18 uiteindelijk basisspeler bij Dinamo.

### Stuttgart
Sosa verruilde Dinamo Zagreb in juli 2018 voor VfB Stuttgart. Hier moest hij opnieuw zijn plek zien te veroveren. Dat lukte niet meteen, ook niet toen zijn ploeggenoten en hij in 2019/20 waren afgedaald naar de 2. Bundesliga. Coach Pellegrino Matarazzo promoveerde Sosa in 2020/21 wel tot basisspeler. Stuttgart en hij werden dat jaar negende in de Bundesliga. Daarna volgden twee seizoenen waarin zijn teamgenoten en hij moesten knokken tegen degradatie. Dat lukte in 2021/22 op basis van een beter doelsaldo dan nummer zestien Hertha BSC . Het seizoen erna moesten Stuttgart en hij zich redden door middel van promotie-degradatiewedstrijden tegen Hamburger SV.

### Ajax
Sosa verruilde Stuttgart op 1 september 2023 voor Ajax. Hier tekende hij een contract tot medio 2028. Hij kwam bij de Nederlandse club in een team terecht met onder anderen landgenoten Jakov Medić en Josip Šutalo, die diezelfde zomer ook waren aangetrokken door technisch directeur Sven Mislintat. Op 17 september maakte hij zijn debuut voor Ajax, als basisspeler in de uitwedstrijd tegen FC Twente. Bij Ajax had Sosa voor de linksbackpositie concurrentie van Gastón Ávila, Jorrel Hato en Ar'Jany Martha. Hij speelde regelmatig, maar wist geen vaste basisplaats af te dwingen.

### Torino
Tijdens de voorbereidingen op het seizoen 2024/25 werd hij door Ajax uit de A-selectie gehaald en verplaatst naar Jong Ajax. Hierna werd hij voor de duur van dit seizoen verhuurd aan Torino FC dat tevens een optie tot koop bedong in het huurcontract.

## Clubstatistieken
| Seizoen     | Club          | Competitie    | Competitie | Competitie | Beker | Beker | Internationaal | Internationaal | Totaal | Totaal |
| Seizoen     | Club          | Competitie    | Wed.       | Dlp.       | Wed.  | Dlp.  | Wed.           | Dlp.           | Wed.   | Dlp.   |
| ----------- | ------------- | ------------- | ---------- | ---------- | ----- | ----- | -------------- | -------------- | ------ | ------ |
| 2014/15     | Dinamo Zagreb | 1. HNL        | 1          | 0          | 0     | 0     | 0              | 0              | 1      | 0      |
| 2015/16     | Dinamo Zagreb | 1. HNL        | 2          | 0          | 1     | 0     | 0              | 0              | 3      | 0      |
| 2016/17     | Dinamo Zagreb | 1. HNL        | 8          | 0          | 3     | 0     | 3              | 0              | 14     | 0      |
| 2017/18     | Dinamo Zagreb | 1. HNL        | 21         | 0          | 2     | 0     | 0              | 0              | 23     | 0      |
| Club totaal | Club totaal   | Club totaal   | 32         | 0          | 6     | 0     | 3              | 0              | 41     | 0      |
| 2018/19     | VfB Stuttgart | Bundesliga    | 12         | 0          | 0     | 0     | —              | —              | 12     | 0      |
| 2019/20     | VfB Stuttgart | 2. Bundesliga | 12         | 1          | 1     | 0     | —              | —              | 13     | 1      |
| 2020/21     | VfB Stuttgart | Bundesliga    | 26         | 0          | 2     | 0     | —              | —              | 28     | 0      |
| 2021/22     | VfB Stuttgart | Bundesliga    | 28         | 1          | 2     | 1     | —              | —              | 30     | 2      |
| 2022/23     | VfB Stuttgart | Bundesliga    | 25         | 2          | 3     | 0     | —              | —              | 28     | 2      |
| 2023/24     | VfB Stuttgart | Bundesliga    | 2          | 0          | 0     | 0     | —              | —              | 2      | 0      |
| Club totaal | Club totaal   | Club totaal   | 105        | 4          | 8     | 1     | 0              | 0              | 113    | 5      |
| 2023/24     | Ajax          | Eredivisie    | 16         | 0          | 0     | 0     | 9              | 0              | 25     | 0      |
| Club totaal | Club totaal   | Club totaal   | 16         | 0          | 0     | 0     | 9              | 0              | 25     | 0      |
| 2024/25     | → Torino FC   | Eredivisie    | 19         | 0          | 1     | 0     | 9              | 0              | 29     | 0      |
| Club totaal | Club totaal   | Club totaal   | 19         | 0          | 1     | 0     | 9              | 0              | 29     | 0      |
| Totaal      | Totaal        | Totaal        | 172        | 4          | 15    | 0     | 12             | 0              | 199    | 0      |

Bijgewerkt t/m 5 juli 2025.

## Interlandcarrière
Sosa maakte deel uit van vrijwel alle Kroatische nationale jeugdselecties vanaf Kroatië –16. Hij nam met Kroatië –17 deel aan zowel het EK –17 van 2015 als het WK –17 van 2015 en met Kroatië –21 aan EK –21 van 2019. Sosa debuteerde op 1 september 2021 in het Kroatisch voetbalelftal. Bondscoach Zlatko Dalić gaf hem toen een basisplaats in een WK-kwalificatiewedstrijd tegen Rusland (0–0). Sosa had acht interlands achter zijn naam staan toen Dalić hem meenam naar het WK 2022. Hierop speelde hij in vijf van de zeven wedstrijden die de Kroaten op dat toernooi actief waren. Hij werd op 20 mei 2024 door Dalić opgenomen in de Kroatische selectie voor het EK 2024 in Duitsland. Kroatië werd in de groepsfase uitgeschakeld na een nederlaag tegen Spanje (3–0) en gelijke spelen tegen Albanië (2–2) en Italië (1–1). Sosa kwam in actie tegen Albanië.

## Erelijst
| Kampioen 1. HNL   | 3× | 2014/15, 2015/16, 2017/18 |
| Beker van Kroatië | 2× | 2015/16, 2017/18          |